# Maratończyk (film 1976)
Maratończyk (ang. The Marathon Man) – amerykański thriller z 1976 r. w reżyserii Johna Schlesingera, na podstawie powieści Williama Goldmana.

## Fabuła
Na ulicach Nowego Jorku Żyd i Niemiec, kierując samochodami, wdają się w sprzeczkę. Goniąc się, uderzają pojazdami w ciężarówkę-cysternę wypełnioną paliwem. Następuje wybuch, w którym obaj giną, czego świadkiem jest trenujący do biegów maratońskich Babe Levy, doktorant historii. Zamierza napisać pracę doktorską nt. epoki makkartyzmu, w której jego ojciec popełnił samobójstwo, nie mogąc znieść prześladowań ze strony Komisji do Badania Działalności Nieamerykańskiej Izby Reprezentantów.
Zmarły Niemiec okazuje się być bratem doktora Christiana Szella, poszukiwanego nazistowskiego zbrodniarza, który w obozach koncentracyjnych torturował żydowskich więźniów i jako dentysta wymuszał od nich ukrywane diamenty. Po ucieczce do Urugwaju jego łupy są przechowywane w skrytce bankowej w Nowym Jorku, skąd jego brat regularnie dostarczał je kurierem w razie potrzeby. Jego śmierć przerwała łańcuch dostaw, więc nie ufający nikomu Szell decyduje się sam odebrać diamenty i wyeliminować wszystkich kurierów.
Jednym z kurierów był starszy brat Babe’a – Doc Levy. W Paryżu wybucha bomba, której celem miał być Doc. W operze zostaje zamordowany inny kurier –  LeClerc, a w hotelu następuje kolejny zamach na Doca. Tymczasem Babe poznaje pochodzącą ze Szwajcarii Elsę. Oboje zostają napadnięci w Central Parku przez pomocników Szella. Kiedy Doc otrzymuje pocztę od Babe’a, wyrusza do Nowego Jorku. Doc zaprasza Babe i Elsę na obiad, gdzie ujawnia rzekomą Szwajcarkę jako Niemkę.
Doc podejrzewając Elsę o powiązanie z Szellem, decyduje się na konfrontację. Będący już w Nowym Jorku Szell dźga Doca, który ostatkiem sił dociera do domu brata, gdzie umiera. Po przesłuchaniu policji do Babe’a przybywa agent Peter Janeway. Okazuje się, że on i Doc byli tajnymi agentami „Wydziału”. Janeway chce wiedzieć, czy umierający powiedział coś jeszcze, ale Babe mówi, że nic nie wie.
Odpoczywając w wannie Babe nagle zostaje uprowadzony przez ludzi Szella. Torturowany przez Szella jest wielokrotny pytany „Czy są bezpieczne?” odnoszące się do diamentów. Wkrótce pojawia się Janeway, który ratuje Babe’a i odjeżdża z nim samochodem. Wyjawia mu, że Doc przejął usługi kurierskie dla Szella, by dowiedzieć się, gdzie ukrywają się inni zbiegli naziści. Janeway ponownie pyta o ostatnie słowa Doca, nie otrzymuje jednak satysfakcjonującej odpowiedzi. Janeway okazuje się być podwójnym agentem i zwraca Babe’a Szellowi. Babe wciąż jest poddawany torturom, lecz udaje mu się uciec dzięki swym maratońskim umiejętnościom.
Babe kontaktuje się z Elsą i umawia się z nią w opuszczonym domku. Okazuje się, że dziewczyna została mu podstawiona. Kiedy Janeway i ludzie Szella przybywają do domu, po krótkiej wymianie słów dochodzi do strzelaniny. Babe grozi Janewayowi bronią, więc Janeway informuje go o miejscu pobytu Szella. Kiedy Babe opuszcza dom, Janeway zabija Elsę, po czym Babe robi z nim to samo.
W międzyczasie Szell próbuje ocenić wartość diamentów, które chce odebrać, przez jubilera i udaje się do Diamond District, gdzie mieszka i pracuje wielu Żydów. W sklepie jubilerskim zostaje rozpoznany przez pracującego tam asystenta sprzedawcy, byłego więźnia obozu koncentracyjnego. W pośpiechu wychodzi ze sklepu i rozpoznaje go również starsza Żydówka. Próbując przejść przez ulicę, aby zbliżyć się do Szella, kobieta zostaje potrącona przez taksówkę, co powoduje, że tłum zbiera się, by jej pomóc. Pośród zamieszania, sprzedawca pojawia się ponownie, bezpośrednio konfrontując się z Szellem, który bezlitośnie podrzyna mu gardło i ucieka taksówką.
Krótko po zabraniu diamentów ze skrytki depozytowej Szell zostaje złapany przez Babe’a z pistoletem. W przepompowni w pobliżu Central Parku Babe zmusza go do połknięcia diamentów pod groźbą wyrzucenia ich do wody. Dochodzi do pojedynku Babe’a z Szellem, w którym ten drugi ginie chcąc ratować wyrzucone do wody diamenty. Babe wychodzi z przepompowni i po wyrzuceniu pistoletu odchodzi w znanym sobie kierunku.

## Główne role
- Dustin Hoffman – Thomas „Babe” Levy
- Laurence Olivier – dr Christian Szell
- Roy Scheider – Henry „Doc” Levy
- Marthe Keller – Elsa Opel
- William Devane – Peter Janeway
- Fritz Weaver – prof. Biesenthal
- Jacques Marin – LeClerc